# Grötom, Östersunds kommun
Grötom är en by i Häggenås distrikt (Häggenås socken), Jämtland, ungefär 3 mil från Östersund. Namnet har sitt ursprung i gryt vilket är ett gammalt ord för sten och med ortens namn menas således ungefär "stenig plats". Byn innehåller ett antal gamla hus, bland annat ett timmerhus som har daterats till våren 1614, och antas precis som flera omkringliggande byar ha varit bebodd åtminstone sedan medeltiden. Närliggande byar är Huse och Häggenås.